# Motegi, Tochigi
Motegi (茂木町 Motegi-machi) là thị trấn thuộc huyện Haga, tỉnh Tochigi, Nhật Bản. Tính đến ngày 1 tháng 10 năm 2020, dân số ước tính thị trấn là 11.891 người và mật độ dân số là 69 người/km2. Tổng diện tích thị trấn là 172,7 km2.

## Địa lý

### Đô thị lân cận
- Tochigi
  - Nasukarasuyama
  - Mashiko
  - Ichikai
- Ibaraki
  - Hitachiōmiya
  - Kasama
  - Sakuragawa
  - Shirosato